# Partido Comunista Japonês
O Partido Comunista Japonês (PCJ) (Nihon Kyōsan-tō, em japonês) é um partido político do Japão de orientação marxista.
O PCJ defende o estabelecimento de uma sociedade democrática e pacífica baseada no socialismo, e em oposição ao militarismo. Ele se propõe a alcançar esses objetivos por vias democráticas, contra o que descreve como "imperialismo e o seu subalterno, o capital monopolista". O partido não defende o conflito armado, e em vez disso propõe uma "revolução democrática" de forma a alcançar uma "mudança democrática na política e na economia" e a "restauração da soberania nacional japonesa", que teria sido infringida pelo acordo de segurança com os Estados Unidos. Apesar disso, o partido defende o artigo 9 da constituição devido à sua oposição à remilitarização do Japão. 
O PCJ é um dos maiores partidos comunistas do mundo, com cerca de 415 mil filiados e mais de 25 mil seccionais. Durante a ruptura sino-soviética, o partido começou a se distanciar do bloco socialista, especialmente da União das Repúblicas Socialistas Soviéticas. Após o colapso da URSS, o PCJ lançou um comunicado na imprensa dizendo: "damos boas vindas ao fim de um grande mal histórico de imperialismo e hegemonia", enquanto ao mesmo tempo criticava os países do Leste Europeu por abandonarem o socialismo, descrito como um "revés histórico". Consequentemente, o partido não sofreu um desgaste interno com o fim da URSS, tampouco considerou mudar de nome ou se desfazer, como fizeram vários partidos comunistas ao redor do globo.

## História
O PCJ foi fundado em 15 de julho de 1922 como uma associação política clandestina. Banido durante o governo de Kato Takaaki, o partido sofreu repressão e perseguição por parte do Exército e da polícia durante o Império do Japão. Foi o único partido político a se posicionar contra a entrada do Japão na Segunda Guerra Mundial. O partido foi legalizado durante a ocupação estadunidense no país em 1945 e desde então pôde concorrer às eleições livremente. O partido não se posicionou durante a ruptura sino-soviética da década de 1960. Foi nessa época que o partido atingiu seu pico de força eleitoral. De acordo com o Departamento de Estado dos Estados Unidos, o partido tinha aproximadamente 120 mil filiados (0,2% da população em idade ativa).
O PCJ teve 11,3% dos votos em 2000, 8,2% em 2003 e 7,3% em 2005. Enquanto isso representa um pequeno declínio, o PCJ ainda obteve cerca 5 milhões de votos, o que faz do Japão o país com o maior partido comunista do G8, atrás da Rússia. Nas eleições de julho de 2007 para os membros da Câmara dos Conselheiros, o partido teve 7,5% dos votos.
O PCJ conseguiu manter-se como um dos maiores partidos do país graças ao colapso do antigo Partido Socialista Japonês, que já foi um dos principais partidos de oposição e hoje está reduzido a 5,5% dos votos. O maior partido de oposição, o Partido Democrático do Japão, se difere pouco das políticas do Partido Liberal Democrático, que governa o país desde 1955, o que faz com que grande parte dos eleitores de esquerda votem no PCJ. O partido também foi privilegiado pela recente reforma do sistema eleitoral japonês.

### Atualidade
Como consequência da crise econômica mundial sobre os trabalhadores japoneses, o PCJ vem experimentando um acentuado aumento no seu número de filiados. O partido vem recebendo cerca de mil novos filiados a cada mês.
Vale notar que a sociedade japonesa em geral vem se interessando cada vez mais pelo socialismo. Kanikosen, um romance de Takiji Kobayashi, publicado em 1929, sobre uma rebelião liderada por um militante socialista em uma empresa de pesca saltou de uma vendagem média de 5 mil exemplares anuais para 507 mil em 2008 (a versão mangá vendeu outros 200 mil). O Capital, de Karl Marx, em versão mangá, vendeu 6 mil nos primeiros dias. Apesar disso, entretanto, o partido não conseguiu aumentar seu número de cadeiras no parlamento durante as eleições gerais de 2009.

## Políticas

### Forças Armadas
Um dos principais objetivos do PCJ é acabar com o tratado de cooperação militar mútua entre o Japão e os Estados Unidos, o que desmantelaria todas as bases militares dos EUA no Japão. O partido quer que o Japão seja um país neutro e não-alinhado, de acordo com os princípios de soberania nacional. Vale notar que existem cerca de 130 bases militares estadunidenses no Japão; a província de Okinawa tem a maior quantidade de bases militares estadunidenses de toda a Ásia.
Em relação às Forças Armadas japonesas, o PCJ atualmente não se opõe à existência destas. Em 2000, o partido decidiu que elas devam existir para defender o país caso seja atacado. Entretanto, o PCJ afirma que irá tentar abolir-as a longo prazo, mantendo-as apenas caso o país sofra ataques de outros países. O PCJ também se opõe à pose de armas nucleares por qualquer país, ao conceito de blocos militares e a qualquer tentativa de revisão do artigo 9 da Constituição, que diz "nunca mais (…) [o Japão] deve sofrer os horrores da guerra devido a ação do governo". No que diz respeito a disputas internacionais, o PCJ defende que a prioridade deve ser dada a meios pacíficos como a negociação e a diplomacia. O PCJ também defende a adesão do Japão à Carta das Nações Unidas.
O PCJ defende a ideia de que o Japão, como país asiático, deve parar de centrar suas relações diplomáticas no G8 e nos EUA, e dar mais ênfase à ideia de integração regional. O partido defende que o Japão se defina no cenário exterior com um "política internacional independente que defenda os interesses do povo japonês" e rejeita, sob qualquer hipótese, "seguir acriticamente qualquer potência estrangeira".
O PCJ defende o resgate da memória e mais desculpas pelas ações do Japão durante a Segunda Guerra Mundial. Na década de 1930, o PCJ, ainda ilegal, foi o único partido político a se opôr à invasão da China e à participação do país na guerra.

### Família imperial
O PCJ tradicionalmente se opõe à existência da Casa Imperial desde os anos pré-guerra. Hoje em dia, reconhece o Imperador como chefe de estado, desde que ele continue sendo uma figura meramente representativa. O PCJ declarou que se chegar ao poder não irá mais pedir a abdicação do Imperador. O partido também é contra o uso da bandeira e do hino nacional, que vê como relíquias do passado militarista.

### Economia
O PCJ defende uma mudança no sistema econômico, de um que "está servindo aos interesses de grande corporações e bancos" para um que "defenda os interesses do povo". Para o partido, tem que ser estabelecidas "regras democráticas" que irão verificar as atividades das grandes corporações e "proteger as vidas e direitos básicos do povo". Quanto à economia estrangeira, o PCJ defende que seja estabelecida uma nova ordem, mais democrática, que seja fundada no respeito da soberania econômica de cada país. Para o partido, os EUA, as corporações transnacionais e o capital financeiro internacional estão empurrando a globalização aos países mais pobres o que, diz, está afetando seriamente a economia global e o meio-ambiente. O partido defende uma "regulação democrática das atividades de corporações transnacionais e do capital financeiro internacional em escala global".

### Terrorismo
A posição do PCJ sobre o terrorismo internacional é que só pode ser eliminado com o "cerceamento das forças do terror através de forte solidariedade internacional com as Nações Unidas no centro". O partido defende que travar uma guerra como resposta ao terrorismo "produz uma brecha e contradiz a solidariedade internacional, o que, ao contrário, faz o campo fértil para o terror se expandir".

## Resultados eleitorais

### Eleições legislativas

#### Câmara dos Representantes
| Data | M. Uninominal | M. Uninominal | M. Uninominal | M. Uninominal | M. Proporcional | M. Proporcional | M. Proporcional   | M. Proporcional | Deputados | +/-     | Status   |
| Data | CI.           | Votos         | %             | +/-           | CI.             | Votos           | %                 | +/-             | Deputados | +/-     | Status   |
| ---- | ------------- | ------------- | ------------- | ------------- | --------------- | --------------- | ----------------- | --------------- | --------- | ------- | -------- |
| 1946 | 5.º           | 2 135 757     | 3,8 / 100,0   |               |                 |                 |                   |                 | 6 / 464   |         | Oposição |
| 1947 | 5.º           | 1 002 883     | 3,7 / 100,0   | 0,1           | 4 / 466         | 2               | Oposição          |                 |           |         |          |
| 1949 | 4.º           | 2 984 780     | 9,8 / 100,0   | 6,1           | 35 / 466        | 31              | Oposição          |                 |           |         |          |
| 1952 | 5.º           | 896 765       | 2,5 / 100,0   | 7,3           | 0 / 466         | 35              | Extra-parlamentar |                 |           |         |          |
| 1953 | 6.º           | 655 990       | 1,9 / 100,0   | 0,6           | 1 / 466         | 1               | Oposição          |                 |           |         |          |
| 1955 | 5.º           | 733 121       | 2,0 / 100,0   | 0,1           | 2 / 467         | 1               | Oposição          |                 |           |         |          |
| 1958 | 3.º           | 1 012 035     | 2,5 / 100,0   | 0,5           | 1 / 467         | 1               | Oposição          |                 |           |         |          |
| 1960 | 4.º           | 1 156 723     | 2,9 / 100,0   | 0,4           | 3 / 467         | 2               | Oposição          |                 |           |         |          |
| 1963 | 4.º           | 1 646 477     | 4,0 / 100,0   | 1,1           | 5 / 467         | 2               | Oposição          |                 |           |         |          |
| 1967 | 5.º           | 2 190 564     | 4,8 / 100,0   | 0,8           | 5 / 486         | Estável         | Oposição          |                 |           |         |          |
| 1969 | 5.º           | 3 199 032     | 6,8 / 100,0   | 2,0           | 14 / 486        | 9               | Oposição          |                 |           |         |          |
| 1972 | 3.º           | 5 496 827     | 10,5 / 100,0  | 3,7           | 38 / 491        | 24              | Oposição          |                 |           |         |          |
| 1976 | 4.º           | 5 878 192     | 10,4 / 100,0  | 0,1           | 17 / 511        | 21              | Oposição          |                 |           |         |          |
| 1979 | 3.º           | 5 625 527     | 10,4 / 100,0  | Estável       | 39 / 511        | 22              | Oposição          |                 |           |         |          |
| 1980 | 3.º           | 5 803 613     | 9,8 / 100,0   | 0,6           | 29 / 511        | 10              | Oposição          |                 |           |         |          |
| 1983 | 4.º           | 5 302 485     | 9,3 / 100,0   | 0,5           | 26 / 511        | 3               | Oposição          |                 |           |         |          |
| 1986 | 4.º           | 5 313 246     | 8,8 / 100,0   | 0,5           | 26 / 512        | Estável         | Oposição          |                 |           |         |          |
| 1990 | 4.º           | 5 226 987     | 8,0 / 100,0   | 0,8           | 16 / 512        | 10              | Oposição          |                 |           |         |          |
| 1993 | 6.º           | 4 834 587     | 7,7 / 100,0   | 0,3           | 15 / 511        | 1               | Oposição          |                 |           |         |          |
| 1996 | 3.º           | 7 096 766     | 12,6 / 100,0  | 4,9           | 4.º             | 7 268 743       | 13,1 / 100,0      |                 | 26 / 500  | 11      | Oposição |
| 2000 | 3.º           | 7 352 844     | 12,1 / 100,0  | 0,5           | 4.º             | 6 719 016       | 11,2 / 100,0      | 1,9             | 20 / 480  | 6       | Oposição |
| 2003 | 3.º           | 4 837 952     | 8,1 / 100,0   | 4,0           | 4.º             | 4 586 172       | 7,8 / 100,0       | 3,4             | 9 / 480   | 11      | Oposição |
| 2005 | 3.º           | 4 937 375     | 7,3 / 100,0   | 0,8           | 4.º             | 4 919 187       | 7,3 / 100,0       | 0,5             | 9 / 480   | Estável | Oposição |
| 2009 | 3.º           | 2 978 354     | 4,2 / 100,0   | 3,1           | 4.º             | 4 943 886       | 7,0 / 100,0       | 0,3             | 9 / 480   | Estável | Oposição |
| 2012 | 4.º           | 4 700 289     | 7,9 / 100,0   | 3,7           | 6.º             | 3 689 159       | 6,2 / 100,0       | 0,8             | 8 / 480   | 1       | Oposição |
| 2014 | 3.º           | 7 040 130     | 13,3 / 100,0  | 5,4           | 5.º             | 6 062 962       | 11,4 / 100,0      | 5,2             | 21 / 475  | 13      | Oposição |
| 2017 | 3.º           | 4 998 932     | 9,0 / 100,0   | 4,3           | 5.º             | 4 404 081       | 7,9 / 100,0       | 3,5             | 12 / 465  | 9       | Oposição |